# Larry Shue
Larry Shue, född 1946 i New Orleans, USA. Död 1985. Amerikansk skådespelare och dramatiker.
Hans teaterintresse vaknade tidigt och redan som 10-åring spelade han egna pjäser i familjens garage. För att slippa fälttjänst i Vietnam gjorde han sin militärtjänst som underhållare för trupperna. 1972 började han som skådespelare vid en nystartad teater nära Washington DC, Harlequin Dinner Theatre. Larry Shue stod på scenen oavbrutet i fem år och medverkade i mer än 20 pjäser. Efter ett par år började han skriva för teatern. Hans första pjäs var enaktaren Grandma Duck is Dead som kom 1979. Pjäsen är Shues mest personliga och självbiografiska.
1981 kom hans andra pjäs, The Nerd som blev Larry Shues genombrott som komediförfattare i England. The Nerd blev en stor publikframgång på Aldwych Theatre i London med Rowan Atkinson i huvudrollen. The Nerd hamnade så småningom på Broadway i New York där den spelades i ett par år. 
Larry Shues mest framgångsrika pjäs är The Foreigner som skrevs 1983. Shue spelade själv huvudrollen vid urpremiären på Milwaukee Repertory Theatre. Hösten 1984 sattes den upp på Broadway i New York. Efter en trög start blev succén enorm. Walt Disney Studios kontaktade Shue för att göra ett filmmanus på pjäsen. Projektet kunde inte förverkligas, eftersom han i september 1985 omkom i en flygolycka på väg till det forna föräldrahemmet i Eureka.
Shues komedi The Foreigner har spelats flitigt i Sverige, oftast under namnet Kom igen, Charlie, senast på Marsvinsholmsteatern i Ystad sommaren 2015. Även The Nerd har spelats i Sverige under titeln Hjäälp - the Nerd! på Stora teatern i Stockholm 1994 med Björn Gustafson i huvudrollen.